# Bez pogovora
Bez pogovora je film reditelja Slobodana Ž. Jovanovića u produkciji Radio Televizije Srbije iz 1999.godine u trajanju od 66 minuta.

## Sadržaj
Ben i Gas su plaćene ubice. Kao i obično, oni čekaju na određenom mestu da stigne žrtva koju će likvidirati. To je posao bez pogovora i njihovo je samo da čekaju i ubiju. Bez suvišnih pitanja. Ali... vreme čini svoje i Gasovi živci polako popuštaju.... 

## Igraju
| Glumac          | Uloga |
| --------------- | ----- |
| Boris Komnenić  | Ben   |
| Dragan Petrović | Gas   |

### Zanimljivosti
Pisac Harold Pinter je dao ovu dramu za realizaciju kao svojevrsnu podršku srpskom narodu u bombardovanju bez naknade za autorska prava.  

### Nagrade
TV film „Bez pogovora“ je 1999. godine, na 4. Internacionalnom festivalu u gradu Baru dobio „Bronzanu maslinu“.

## Fotogalerija
- Boris Komnenić kao Ben i Dragan Petrović kao Gas
- Dragan Petrović kao Gas
- Dragan Petrović kao Gas i Boris Komnenić kao Ben
- Boris Komnenić kao Ben i Dragan Petrović kao Gas
- radna fotografija(s leva u desno) reditelj Slobodan Ž. Jovanović, Dragan Petrović kao Gas, kostimograf Sofija Bašić i Boris Komnenić kao Ben

## Spoljašnje veze
- Bez pogovora на веб-сајту  (језик: енглески)
- The Dumb Waiter (1999) / Bez pogovora (ceo film) на веб-сајту